# Riviersonderend (plaats)
Riviersonderend is een dorp met 5300 inwoners, in de Zuid-Afrikaanse provincie West-Kaap. Riviersonderend behoort tot de gemeente Theewaterskloof dat onderdeel van het district Overberg is. De plaats ligt aan de gelijknamige rivier, even ten zuiden van de gelijknamige bergen die het gelijknamige natuurgebied vormen.

## Subplaatsen
Het nationaal instituut voor de statistiek, Stats SA, deelt sinds de census 2011 deze hoofdplaats in in zogenaamde subplaatsen (sub place), c.q. slechts één subplaats:
Riviersonderend SP.